# 嘯亭雜錄
《啸亭杂录》十卷，《續錄》五卷，清代筆記，昭梿編著。此書網羅道光初年以前政治、軍事、經濟、文化、制度等等多所涉猎，所載掌故極詳。可补正史之不足。

## 成書過程
昭梿是努尔哈赤第二子代善七世孫，嘉庆十年（1805年）襲爵禮親王。昭梿愛好文史，留心掌故。道光年間病故，文稿多散失，光緒初年，由醇亲王奕譞訪其府邸搜集原稿，整理成《啸亭杂录》十五卷。

## 影響與不足
魏源的《聖武記》，李桓的《國朝耆獻類徵》和《清史稿》等皆大量引用此書。此書對於滿清權貴的残暴直言不讳，如《权贵之淫虐》记：“某公爵淫其家婢，不从，以鸡卵塞其阴户致死。”
《啸亭杂录》也存在大量记载失实或错误的地方，例如《嘯亭雜録》卷二“本朝文人多壽”條，記文人共十五人之生卒年，其中有六人是錯誤的，錯誤比例高達四成。有光绪六年（1880年）九恩堂本。1980年中华书局出版点校本。